# Danny Dougherty
Danny Dougherty (1876 - 1931) foi um pugilista americano, que por duas vezes reclamou o título de campeão mundial dos pesos-galos.

## Biografia
Danny Dougherty começou sua carreira no boxe por volta de fins de 1895 à princípios de 1896, lutando sempre na Filadélfia, sua cidade natal. Em 1898, Dougherty fez suas primeiras lutas fora da Filadélfia, tendo inclusive viajado até Toronto, aonde realizou uma importante luta contra Steve Flanagan, que acabou terminando empatada.
Tornando-se sparring do campeão dos pesos-galos Terry McGovern, Dougherty começou a tirar proveito disso a partir de 1900, quando passou a obter resultados mais consistentes diante de seus adversários, que culminaram com sua vitória em cima de Steve Flanagan. 
Como o título dos pesos-galos estava em aberto desde o começo de 1900, depois que Terry McGovern havia conseguido capturar o título mundial dos pesos-penas, através dessa vitória sobre Flanagan, Dougherty passou a reivindicar para si o título dos galos.
No entanto, outros lutadores também resolveram reivindicar o título dos pesos-galos, depois que McGovern tinha subido de categoria, como foram os casos de Harry Harris e Pedlar Palmer, entre outros.
Não obstante essa confusão criada à cerca do verdadeiro campeão mundial dos galos, Dougherty seguiu defendendo seu pretenso título em 1900, com duas vitórias diante de Tommy Feltz. Porém, a credibilidade do título de Dougherty começou a perder seu valor no início do ano de 1901, assim que Harry Harris derrotou Pedlar Palmer em um confronto direto.
Derrotado por Kid McFadden e Harry Forbes, ao longo de 1901, não restava mais dúvida de que Harry Harris era o legítimo sucessor de Terry McGovern no trono dos pesos-galos. Todavia, Harris começou a apresentar dificuldades em se manter dentro do peso e, com isso, logo no começo de 1902 acabou se decidindo por abrir mão de seu título.
Prontamente, assim que Harris anunciou sua renúncia, Dougherty decidiu reclamar para si o título mundial dos pesos-galos. Porém, essa sua reivindicação foi logo questionada por Harry Forbes, que o havia derrotado no final de 1901. Desse modo, no primeiro mês de 1902, Dougherty e Forbes subiram ao ringue, a fim de decidir quem se manteria como o campeão mundial dos pesos-galos. 
Superado uma vez mais por Forbes, Dougherty ainda tentou manter viva a esperança de se agarrar de novo ao título mundial, desafiando em sua luta seguinte o ex-campeão Harry Harris. Dougherty quase conseguiu derrotar Harris, quando levou-o à lona no decorrer do quinto assalto, contundo, Harris conseguiu retornar para o combate, que terminou no sexto round. O combate não teve um vencedor oficial, mas os jornais apontaram vitória para Harris, sepultando de vez a última chance de Dougherty reclamar o título.
Posteriormente, Dougherty seguiu lutando erraticamente até 1905, quando decidiu parar de lutar pela primeira vez. Retornando à ativa em 1907, Dougherty persistiu em sua já falida carreira até 1914, ano em que abandonou os ringues definitivamente.